# اولگ شکریپوچکا
اولگ شکریپوچکا (به انگلیسی: Oleg Skripochka) فضانورد اهل کشور روسیه است که در ۲۴ دسامبر ۱۹۶۹ میلادی در نوینومیسک زاده شد. وی در مأموریت سایوز تی‌ام‌ای-۰۱ام، اکسپدییشن ۲۵، ۲۶ حضور داشته است.